# Лиственница курильская
Ли́ственница кури́льская (лат. Larix kurilensis) — вид лиственницы, произрастающий в южной части Сахалина, на Курилах (острова Шикотан и Итуруп) и Камчатке.
Встречается в заболоченных низинах, в долинах рек на морских террасах и прибрежных песках.
Деревья высотой до 20 м при 60 — 80 см в диаметре ствола. В условиях постоянных морских ветров бывают низкорослыми (от 3 до 12 м), с низкопосаженными, распростёртыми и флагообразными кронами.
Побеги фиолетово-розовые или красно-бурые, короткоопушенные коричневыми волосками.
Хвоя длиной 1 — 2 см.
Шишки шаровидные, 1 — 1,5 см длины, имеют 10 — 20 чешуй, расположенных в 3 — 4 ряда.